# Лола
Лола  је југословенски телевизијски филм из 2001. године. Режирао га је Александар Ђорђевић а сценарио је написао Зоран Ђорђевић.

## Улоге
| Глумац               | Улога                 |
| -------------------- | --------------------- |
| Бранко Цвејић        | Паја Шећеровић        |
| Драган Јовановић     | Крле Аџија / Ђубретар |
| Предраг Ејдус        | Ика Пушибрк           |
| Мира Бањац           | Славка                |
| Миленко Заблаћански  | Бане Глумац           |
| Катарина Радивојевић | Лола                  |